# Дронов, Иван Савельевич
Иван Савельевич Дронов  (род. 7 июля 1929 года, хут. Поповский, современного Верхнедонского района Ростовской области) — учёный-медик, доктор медицинских наук, профессор кафедры гигиены Ростовского государственного медицинского университета.

Область научных интересов: гигиеническое нормирование условий и режима труда подростков в учебно-производственных комбинатах и профессиональных училищах, вопросы гигиены детей и подростков.

## Биография
Родился 7 июля 1929 года в хуторе Поповский. В 1954 году успешно закончил Ростовский государственный медицинский институт (ныне Ростовский государственный медицинский университет). По окончании института был рекомендован для учёбы в аспирантуре на кафедре общей гигиены медицинского института.
После окончания аспирантуры с 1957 по 1960 год работал ассистентом, потом доцентом кафедры общей гигиены, с 1975 года занимал должность зав. кафедрой гигиены детей и подростков, с 1981 года был заведующим кафедрой гигиены детей, подростков и гигиены груда, потом, до 1996 года был заведующий кафедрой гигиены.
В 1979 году избран деканом санитарно-гигиенического факультета. Работал в этой должности до 1985 года. В 1960 году И. С. Дронов защитил кандидатскую диссертацию на тему: «Вопросы гигиены молокоснабжения крупных населённых мест», а в 1971 году — докторскую. Профессор кафедры гигиены.
Автор около 140 научных работ, посвящённых вопросам гигиены детей и подростков, гигиены питания, труда, радиационной гигиены.
Под руководством профессора было подготовлено и защищено 18 кандидатских диссертаций и три докторские (А. Р. Квасова, К. С. Жижина и С. Я. Федорчука).
В настоящее время продолжает работать на кафедре гигиены Ростовского государственного медицинского университета, кроме того, он — член проблемной комиссии по гигиене детей и подростков, научного совета по гигиене Академии медицинских наук Российской Федерации, член центральной учебно-методической комиссии по гигиене Министерства здравоохранения РФ.

## Награды и звания
- Медали «За доблестный труд в Великой Отечественной войне 1941 −1945 гг.», «Ветеран труда».
- Знаки «Отличник здравоохранения», «За отличные успехи в работе высшей школы».